# 岭头乡 (庆元县)
岭头乡，是中华人民共和国浙江省丽水市庆元县下辖的一个乡镇级行政单位。

## 行政区划
岭头乡下辖以下地区：
后仓坑村、岭头村、大际头村、包果村、黄宙坑村、举洋村、小际头村、杨家庄村、下庄村、陈鉴坑村、山翠湾村、岗后洋村、大池洋村、大园村、莲花村、后村、村尾村、徐洋村、龙洋村、富楼源村、葱甩村、东溪村、钵下村、塘堀村、包谢村、八炉村、白岩下村和芳村。